# Asta Kask
Asta Kask és un grup de punk rock suec de Töreboda. Es va fundar amb el nom de X-tas el 1978, però va canviar a Asta Kask el 1980.
El 1984 la banda va començar a treballar amb el segell discogràfic Rosa Honung. Després de l'edició el 1986 d'Aldrig en lp, la banda es va separar. El 1989 es va reunir per a tocar uns quants concerts, tot i que va romandre latent fins al 1992 quan va tocar al desè aniversari de Rosa Honung. El 2005 va signar amb Burning Heart Records. L'abril de 2006, Asta Kask va gravar el seu primer àlbum en 20 anys. El 2013, l'àlbum Handen På Hjärtat va ser publicat a través del segell Kloakens Alternativa Antiproduktion.
Tot i cantar en suec, la banda ha guanyat fama internacional i les seves cançons han estat versionades per grups de tres continents. La banda alemanya de punk rock Rasta Knast va començar com una banda tribut a Asta Kask.

## Discografia

### EP
- 1981 - För kung och fosterland
- 1983 - En tyst minut
- 1984 - Plikten framför allt
- 1986 - Än finns det hopp
- 2000 - Till sista droppen
- 2006 - Precis som far / Lilla Frida

### LP
- 1985 - Med is i magen
- 1986 - Live
- 1986 - Aldrig en lp
- 1990 - Sista dansen (en directe)
- 2000 - Rock mot svinen
- 2007 - En för alla ingen för nån
- 2013 - Handen på hjärtat

### CD
- 1991 - Med is i magen
- 1991 - Aldrig en CD
- 1993 - Från andra sidan
- 1995 - Sista dansen
- 2003 - Kravallsymfonier 78-86
- 2006 - En för alla ingen för nån
- 2013 - Handen På Hjärtat